# Parandra vitiensis
Parandra vitiensis är en skalbaggsart som beskrevs av Nonfried 1894. Parandra vitiensis ingår i släktet Parandra och familjen långhorningar.
Artens utbredningsområde är Fiji. Inga underarter finns listade i Catalogue of Life.